# Chaka Khan
Yvette Marie Stevens (Chicago, Illinois, 23 de marzo de 1953), conocida como Chaka Khan, es una cantante y letrista estadounidense que se hizo famosa en los años setenta como cantante al frente del grupo de funk Rufus y posteriormente en solitario. Su carrera ha abarcado casi cinco décadas, comenzando en los años 70 como vocalista principal del mencionado grupo. Conocida como la "Reina del Funk", Khan fue la primera artista de R&B que tuvo un éxito en asociación con un rapero, con "I Feel for You" en 1984. Khan ha ganado diez premios Grammy y ha vendido unos 70 millones de discos en todo el mundo.

## Primeros años
Nacida el 23 de marzo de 1953 bajo el nombre de Yvette Marie Stevens dentro de una familia bohemia inmersa en el arte, proveniente de Chicago, Illinois, es la mayor de los cinco hijos de Charles Stevens y Sandra Coleman. Chaka Khan describía a su padre como un beatnik y a su madre como “alguien capaz de hacerlo todo”. Fue criada en el área de Hyde Park, “una isla en medio de la locura”, que pertenece al South Side, un barrio de la ciudad.
Su hermana Yvonne se convirtió en una exitosa músico, haciéndose llamar Taka Boom. Su único hermano, Mark, fundó y formó parte del mismo grupo de funk. Ella tiene además otras dos hermanas, Zaheva Stevens y Tammy McCrary.

## Carrera

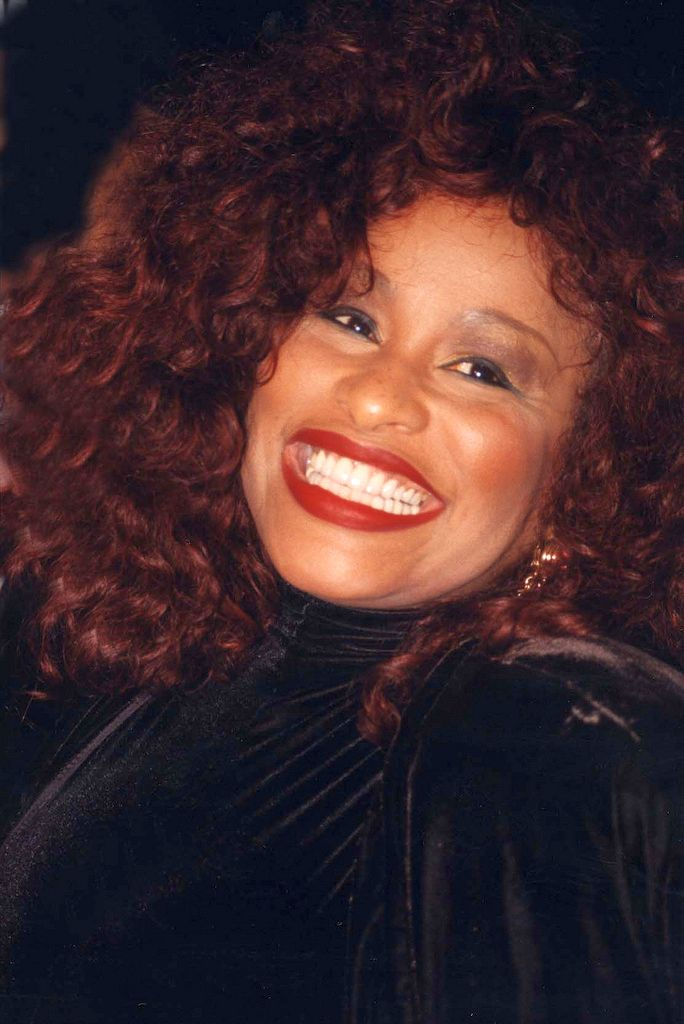
Chaka Khan en la inauguración presidencial de Bill Clinton en 1997.

Aunque formó parte del grupo Rufus hasta 1978, Khan se embarcó en una exitosa carrera en solitario. Sus hits más populares, tanto con Rufus como en solitario, son Tell Me Something Good, Sweet Thing, Ain't Nobody, I'm Every Woman, I Feel For You y Through The Fire.
Conocida como la "Reina del funk", ha ganado diez premios Grammy y ha vendido un estimado de 70 millones de álbumes en todo el mundo.
Ha tenido participaciones especiales en programas como Divas Live ´99 In New York, compartiendo escenario con leyendas de la industria de la música como Cher, Tina Turner, Elton John, Brandy, LeAnn Rimes, Melvin Davis (bajista de Chaka Khan), Whitney Houston, Anastacia, Joni Mitchell (haciendo los coros en «The Tenth World» y «Dreamland», del álbum Don Juan's Reckless Daughter), entre otras. También ha aparecido en la serie animada Phineas y Ferb, interpretando una canción junto a Clay Aiken, y le puso la voz al dueto efectuado junto a Rod Stewart para su serie Thanks for the Memory: The Great American Songbook, Volume IV, editado en 2005, en su versión de «You Send Me», original de Sam Cooke.

## Vida personal
Khan se casó dos veces y es madre de dos hijos, Indira Milini y Damien Holland. Su primer matrimonio fue con Hassan Khan en 1970, cuando ella tenía 17 años, terminando en divorcio poco tiempo después. El nacimiento de Milini fue el resultado de una relación entre Khan y Rahsaan Morris. Khan se casó con su segundo marido, Richard Holland, en 1976. Según los informes, el matrimonio causó una división entre Khan y varios miembros de Rufus, particularmente con Andre Fischer. Holland quería que Khan exhibiera una actitud más sobria en el escenario, algo que la artista nunca estuvo dispuesta a hacer. Solicitó el divorcio en 1980, citando "diferencias irreconciliables". A mediados de la década de 1980, en medio de su estrellato como solista, Khan se mudó a Europa, primero estableciéndose en Londres, y luego comprando una residencia en Alemania.

## Discografía

### Con Rufus
- Rags To Rufus (1974)
- Rufus Featuring Chaka (1975)
- Ask Rufus (1977)
- Street Player (1978)
- Masterjam (1979)
- Stompin' At The Savoy (1983)

### En solitario
- Chaka (1978)
- Naughty (1980)
- What Cha' Gonna Do for Me (1981)
- Echoes of an Era (1982)
- Chaka Khan (1982)
- I Feel For You (1984)
- Destiny (1986)
- C.K. (1988)
- The Woman I Am (1992)
- Come 2 My House (1998)
- ClassiKhan (2004)
- Funk This (2007)
- Hello Happiness (2019)
- Homecoming Live (2020)